# Targoum
Pour les articles homonymes, voir Targoum (homonymie).

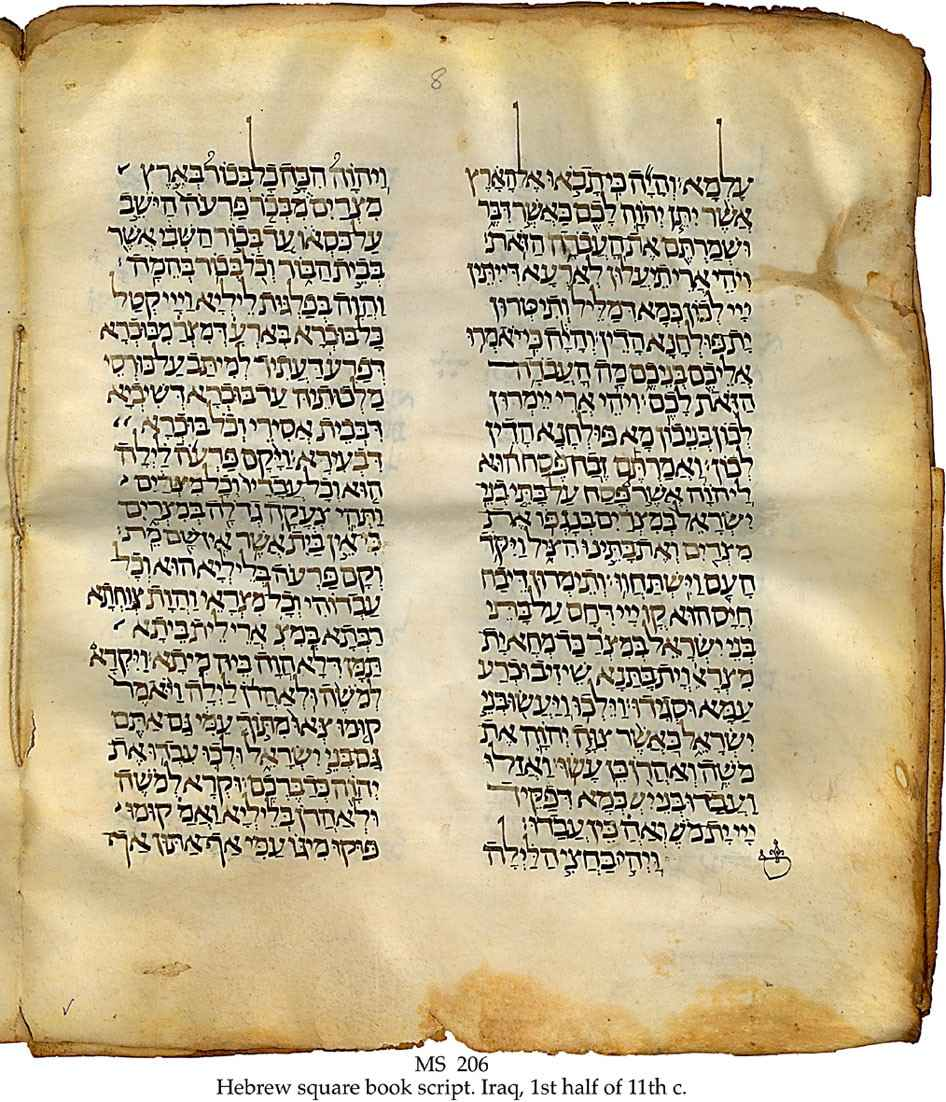
Targoum du XIe siècle, peut-être de Tunisie, trouvé au Kurdistan : pièce de la Schøyen Collection.

Un targoum (pluriel : targoumim) est une traduction de la Bible hébraïque en araméen.
Les targoumim sont des traductions araméennes de livres bibliques, faites pour le service synagogal, dans la période qui suivit la captivité de Babylone (587-538 avant J.-C.).
De nombreux targoumim furent écrits ou compilés, en terre d'Israël ou en Babylonie depuis l'époque du Second Temple jusqu'au Haut Moyen Âge. Davantage que de simples traductions, les targoumim offrent un reflet de l'interprétation rabbinique de la Bible, qui apparaît quel que soit le degré de fidélité de la traduction au texte massorétique.
Selon l'École Biblique de Jérusalem, « les targoumim sont plutôt des commentaires souples (que des traductions), destinés à éclairer des textes obscurs. Ils sont donc des moyens privilégiés d'accéder à la Bible hébraïque, telle qu'elle était effectivement comprise par le peuple ».

## Étymologie
Le mot Targum est dérivé de la racine sémitique trgm, qui donne l'hébreu תורגמן, et le terme akkadien targummanu fait référence à « traducteur, interprète ». Il apparaît dans la Bible hébraïque dans le Livre d'Esdras 4:7 « ... et l'écriture de la lettre a été écrite en araméen (aramit) et interprétée (meturgam ) en araméen ».
L'étymologie de tourdjoumân pourrait remonter au mot targumannum (« interprète ») présent dans les tablettes cunéiformes akkadiennes de Kültepe/Kanesh (Kayseri) au début du IIe millénaire avant notre ère. Il dériverait du verbe hittite tarkummai- (« annoncer, traduire »). La racine signifiant « interprète » existe aussi en kartvèle (géorgien notamment), sous la forme tardjimin ainsi qu'en arménien sous la forme tarkman : on ne peut donc pas exclure qu'il s'agisse d'une origine qui pourrait être aussi bien sémitique qu'indo-européenne, hourrite ou même kartvèle, c'est-à-dire l'une des familles linguistiques anciennement présentes sur les rivages orientaux de la mer Noire et autour du lac de Van (voir Urartu).
Au Moyen Âge, avec les Arabes, la plupart des traducteurs (en arabe tourdjoumân ou turǧumān (ترجمان )) étaient juifs. Ce mot a donné le français « truchement » ou le mot drogman (interpréte) et se trouve à l'origine du patronyme Tordjman.
En plus de désigner les traductions de la Bible, le terme Targum désigne également le rendu oral des lections bibliques à la synagogue, tandis que le traducteur de la Bible s'appelait simplement hammeturgem (celui qui traduit).
Outre le sens « traduire », le verbe Tirgem signifie également « expliquer ».  Le mot Targum fait ainsi référence à la « traduction » et à l'argumentation ou à « l'explication ».

## Ambivalence sémantique
Bien que le terme de targoum s'applique en hébreu à toute traduction de la Bible, l'usage français le restreint aux traductions araméennes utilisées lors de la lecture de portions de la Torah ou des Nevi'im à la synagogue, à l'attention des fidèles pour lesquels l'hébreu n'était plus qu'une langue rituelle, ou au mieux savante. Cet usage s'est perdu dans la plupart des communautés juives, pour lesquelles l'araméen a cessé d'être la lingua franca, à l'exception des Juifs du Yémen.

## Les Targoumim didan
Les deux targoumim les plus importants pour usage liturgique sont :
- le Targoum Onkelos sur la Torah (la Loi)
- le Targoum Yonathan ben Ouzziel sur les Nevi'im (les Prophètes)

Le Targoum Onkelos sur la Torah et le Targoum Yonathan sur les Prophètes ont reçu leur statut officiel des académies talmudiques babyloniennes. Tous deux ont été composés en terre d'Israël et édités sous leur forme finale en Babylonie au IIIe siècle et au IVe siècle. 
S'il existe une controverse savante quant à savoir qui d'Onkelos ou Aquilas est le véritable auteur du Targoum sur la Bible, l'attribution du Targoum sur les Prophètes à Yonathan ben Ouzziel, un disciple de Hillel l'Ancien, n'est pas disputée.

## Autres Targoumim sur la Torah
Le targoum pseudo-Yonathan, ou targoum occidental, par opposition à l'orientale Babylone, recense l'ensemble des traditions de lecture et interprétations en terre d'Israël. Il rassemble trois manuscrits, le targoum  Neofiti, et le  targoum  dit « fragmentaire », parce que composé de folios ayant appartenu à dix manuscrits différents et publié une première fois en 1899, le targum  dit  « de la Guéniza du Caire », qui est lui aussi composé de fragments rassemblés, dont certains dateraient du VIIe siècle.
La version du targoum occidental qui a été la plus commentée est une version tardive, combinée avec le targoum Onkelos. La découverte de fragments dans les entrepôts de textes périmés (guenizot), a permis d'en effectuer une reconstitution partielle. Elle est connue sous le nom de targoum de Jérusalem. Parfois attribuée, par erreur, à Yonathan ben Ouzziel, elle est aussi désignée sous le nom « targoum du pseudo Jonathan ».
Les targoumim sur les Écrits sont fortement hétérogènes. Un groupe particulier est formé par les targoumim des Psaumes et de Job, pour lequel Livre un targoum aurait déjà existé dès la première moitié du Ier siècle[pas clair]. Les Cinq Rouleaux possèdent chacun leur targoum. Le Livre d'Esther en possède plusieurs dont le targoum Sheni. Le targoum sur les Chroniques est le dernier à avoir été découvert.
Enfin la Bible samaritaine a elle-même ses propres targoumim.

## La Peshitta
Le Targoum sur les Proverbes provient de la Peshitta. La Peshitta est la Bible traditionnelle des Chrétiens parlant le Syriaque, et serait, selon certains la source la plus proche de la version originale du Nouveau Testament. Il a été démontré que sa section Ancien Testament se base sur les targoumim rabbiniques.

## Les Targoum et les Évangiles
L'École Biblique de Jérusalem a fait observer que  « le targum d'Isaïe met en exergue le thème du règne de Dieu, qui offre un cadre général à l'enseignement de Jésus. Il permet une grande liberté dans la citation de l'Ecriture, dont Jésus a largement usé (...). Le targum explique le motif pour lequel Jésus parle en paraboles. (...) Certains thèmes de la prédication , comme la vie éternelle, proviennent du targum, également certaines autodésignations transcendantales de Jésus, lorsqu'il s'identifie à la Parole des targoum ».
L'École Biblique termine le chapitre sur le targoum en précisant qu'il « offre à Jésus l'occasion d'apporter de réelles innovations théologiques. Il est une des façons que Jésus a de citer l'Ecriture, en particulier lorsqu'il est question de l'actualité et de l'accomplissement des prophéties. (...) Jésus use le plus volontiers de réminiscences targumiques, lorsqu'il faut prouver que la Parole de Dieu est vivante ».